# Maison du Pot d'étain
La « Maison du Pot d'étain » (néerlandais: De Tinnepot) est une des sept maisons de « style baroque classicisant » qui constituent ensemble la « Maison des Ducs de Brabant » située sur le côté est de la Grand-Place de Bruxelles en Belgique.
Située entre la « Maison du Moulin à vent » et la « Maison de la Colline », elle occupe le no 17 de la Grand-Place.

## Historique
« Le Pot d'étain » était la maison de la Corporation des charpentiers et charrons.
La façade monumentale de la « Maison des Ducs de Brabant », dans laquelle la maison est intégrée, est dessinée vers 1697-1698 par Guillaume de Bruyn, architecte de la ville de Bruxelles, après la destruction des maisons de la Grand-Place lors du bombardement de Bruxelles par les troupes françaises de Louis XIV commandées par le maréchal de Villeroy en août 1695.
En 1770, le couronnement de la façade de la « Maison des Ducs de Brabant » est profondément modifié par Laurent-Benoît Dewez,, le grand nom de l'architecture néo-classique en Belgique.
L'ensemble est restauré par l'architecte de la ville de Bruxelles Victor Jamaer entre 1881 et 1890 et à nouveau en 1990.
Pour l'historique complet, le lecteur pourra se référer à l'article détaillé consacré à la Maison des Ducs de Brabant :

Outils de la corporation des charpentiers et charrons
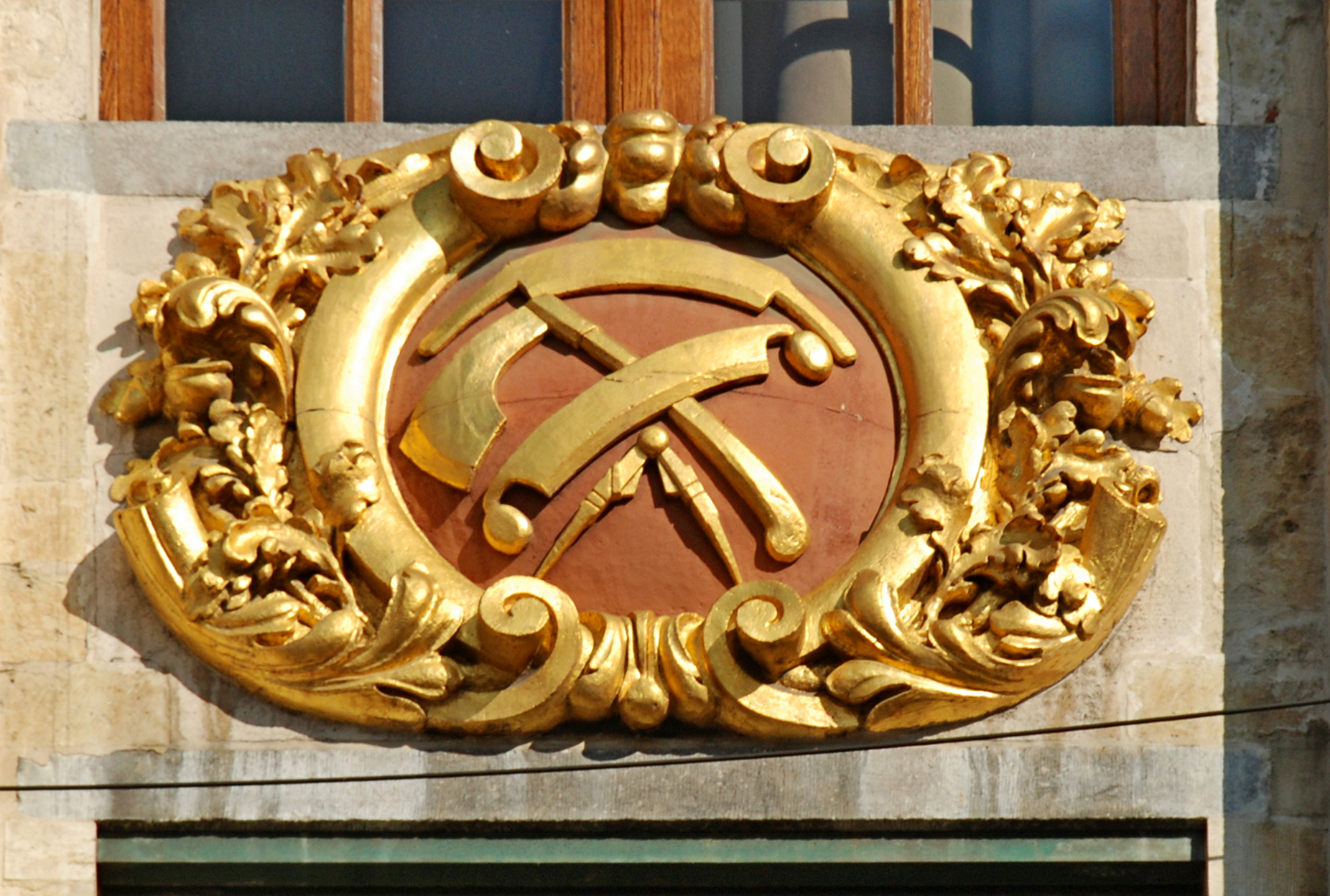
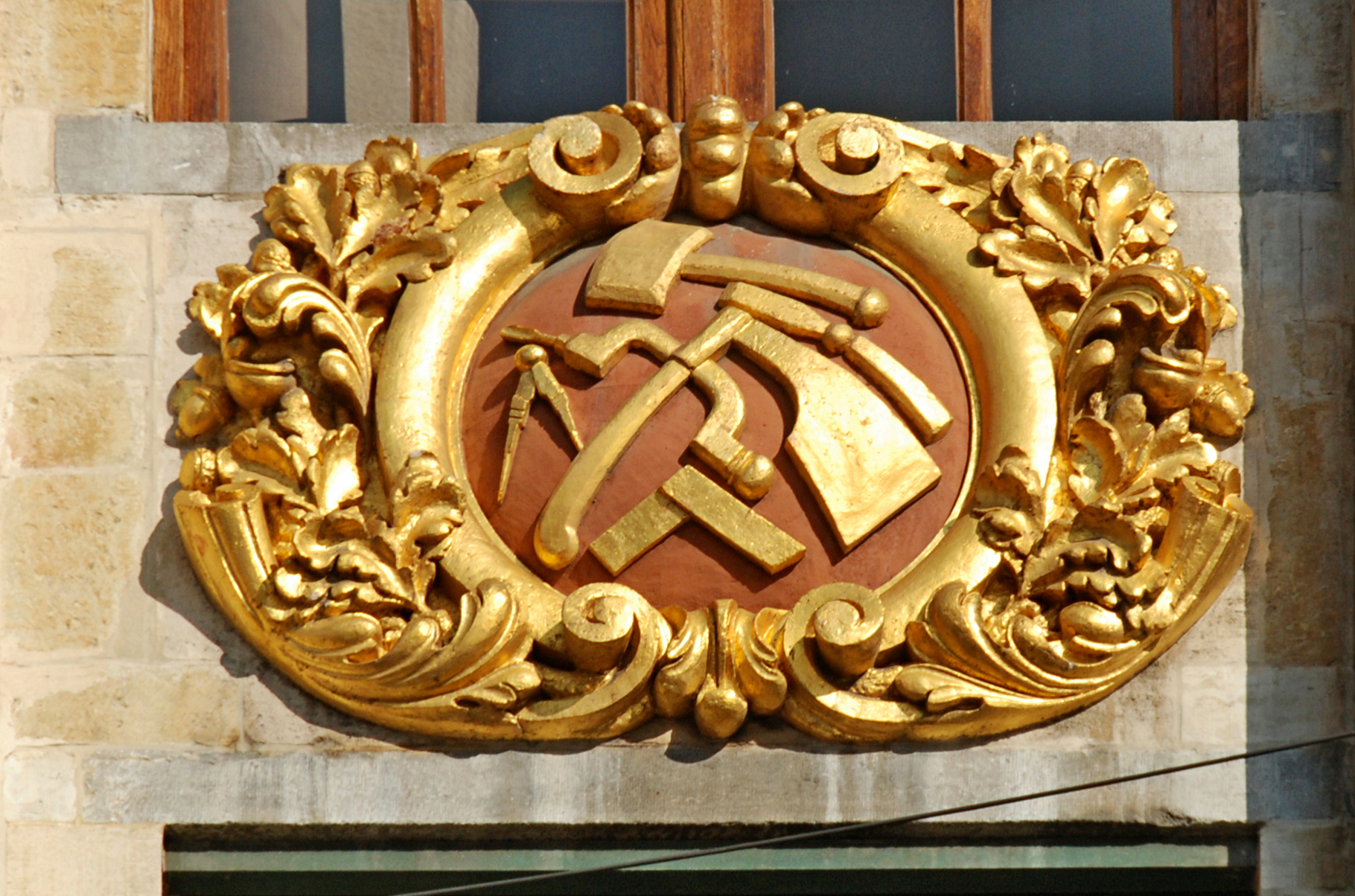

## Classement
Les façades et les toitures de toutes les maisons qui bordent la Grand-Place font l'objet d'un classement au titre des monuments historiques en tant qu'ensemble depuis le 19 avril 1977 sous la référence globale 2043-0065/0.
Le classement a été étendu à d'autres parties du bâtiment le 7 novembre 2002, sous la référence 2043-0065/017.

## Architecture
La « Maison du Pot d'étain », édifiée en pierre de taille, présente une façade de trois travées et de trois niveaux plus un entresol.
Elle est intégrée avec la « Maison du Moulin à vent » sous le grand fronton cintré central au tympan sculpté de la Maison des Ducs de Brabant.

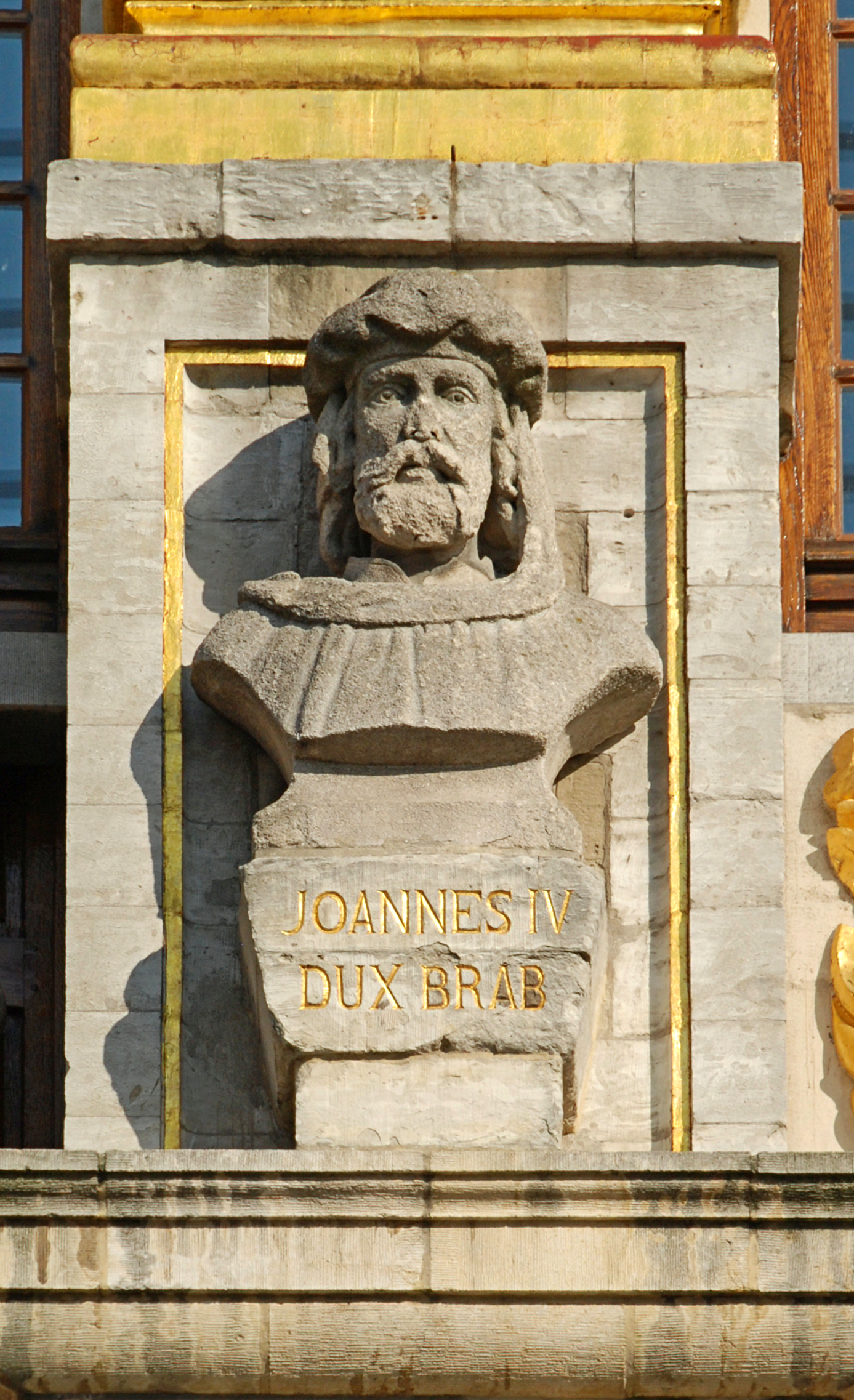
Buste du duc Jean IV de Brabant.
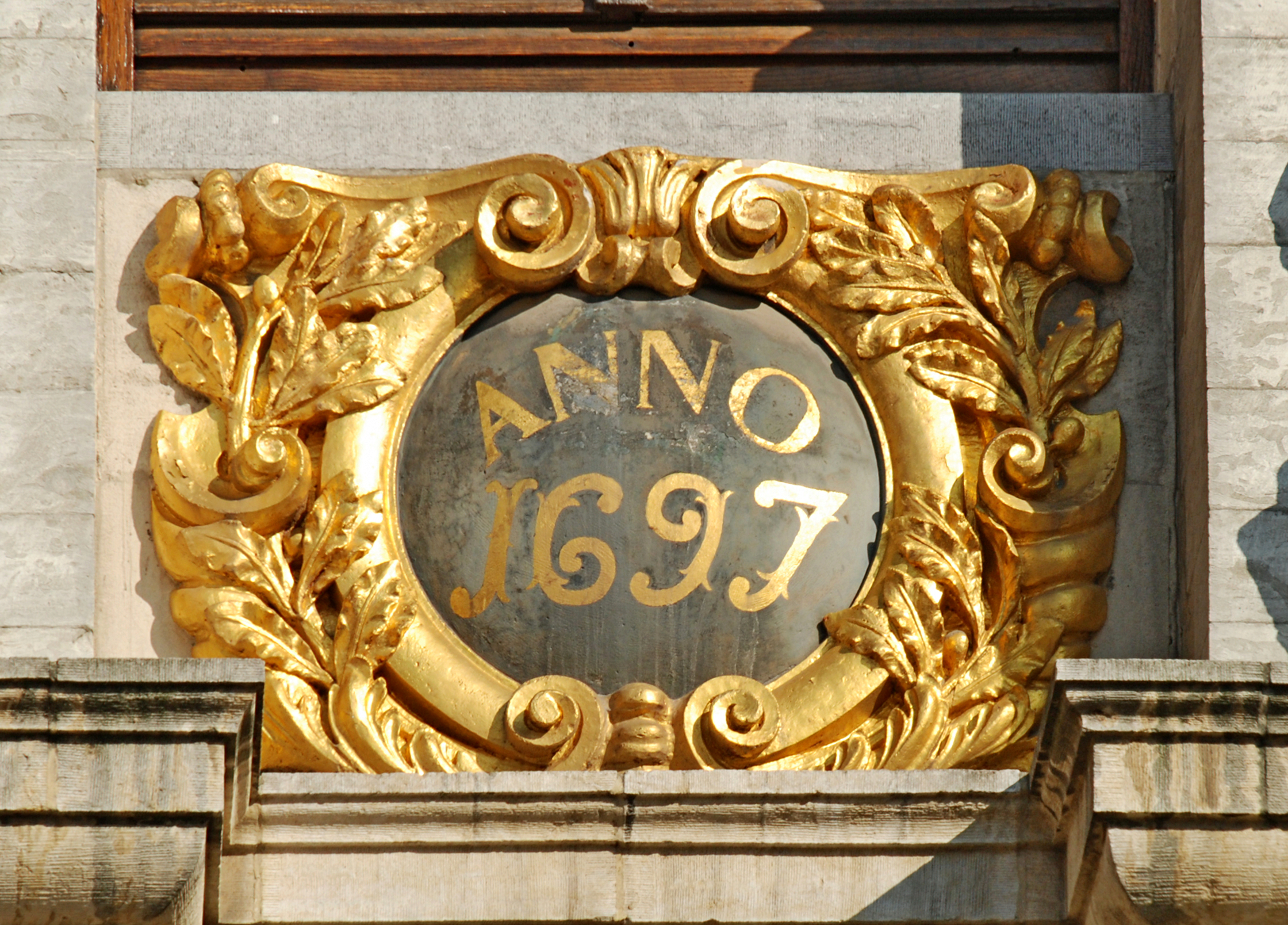
Cartouche « Anno 1697 ».
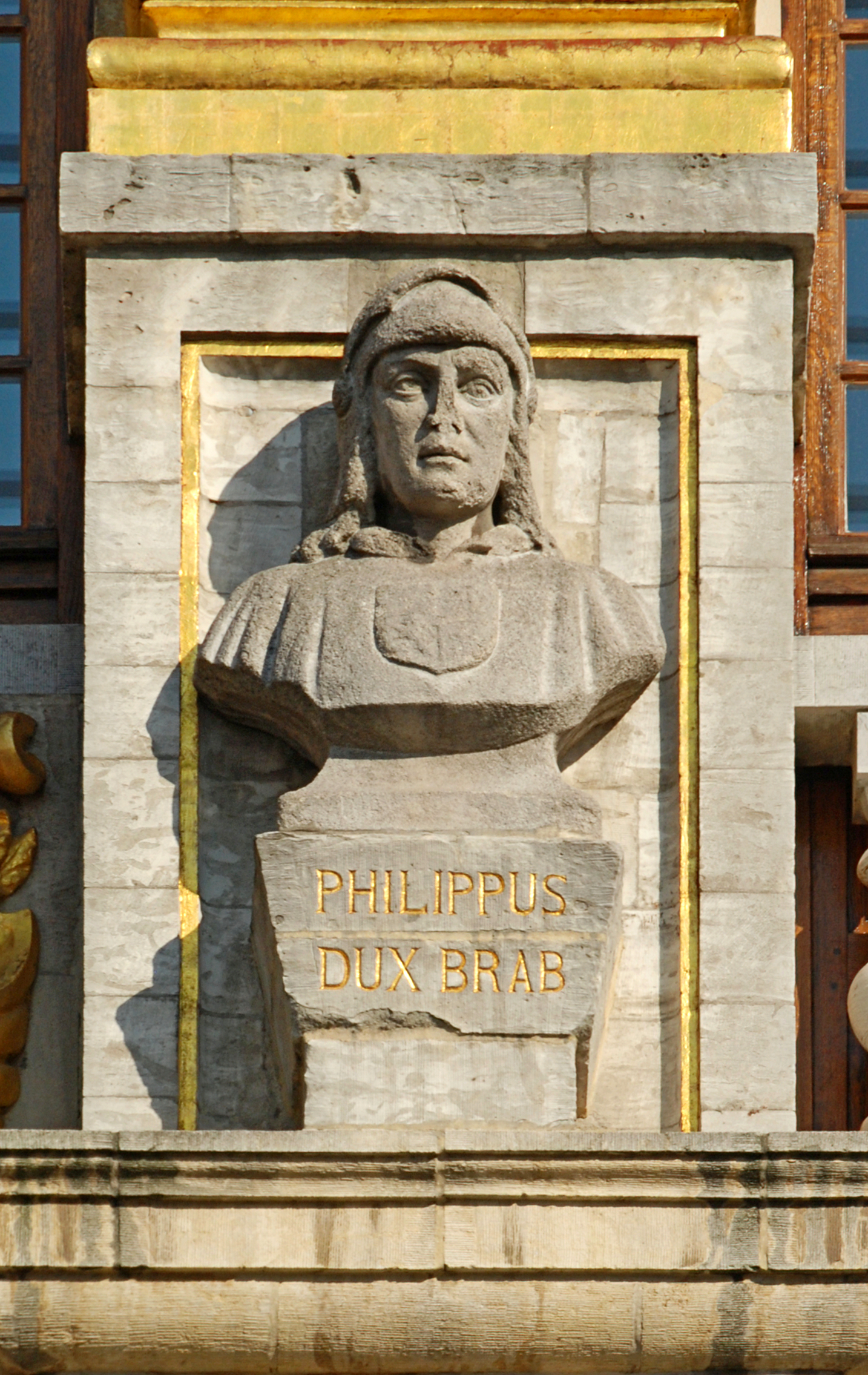
Buste du duc Philippe de Brabant.